# Bistum Litomyšl
Das Bistum Litomyšl (lateinisch Dioecesis Lutomislensis; deutsch Bistum Leitomischl) ist ein ehemaliges Bistum auf dem Gebiet der heutigen Tschechischen Republik. Es war nach Prag das zweite Bistum in Böhmen. Daneben gab es für die Markgrafschaft Mähren das Bistum Olmütz.

## Geschichte

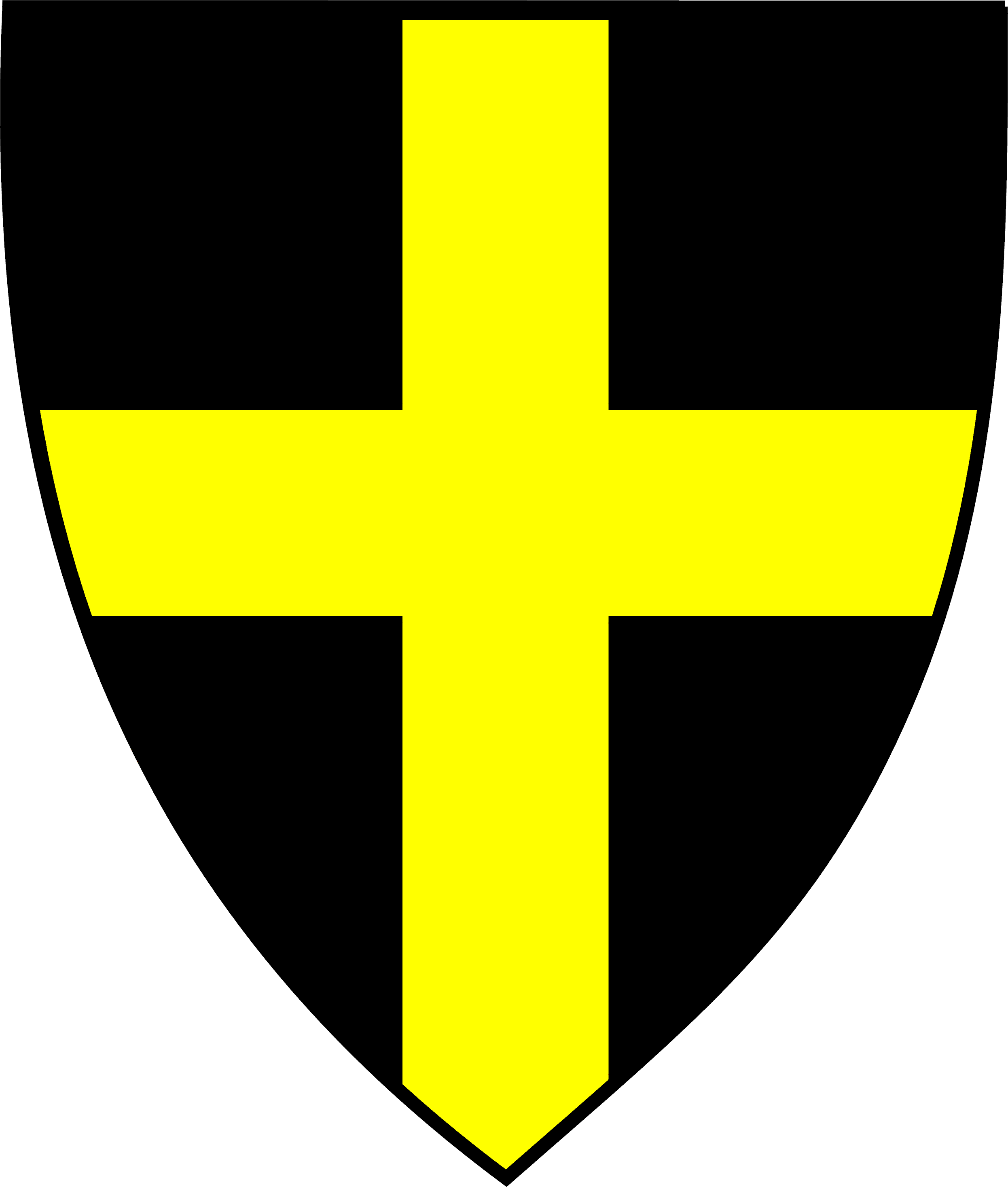
Wappen des Bistums Litomyšl

Als im Jahre 1344 Papst Clemens VI. eine eigene Kirchenprovinz für Böhmen und Mähren errichtete, wurde Prag zum Erzbistum erhoben und Litomyšl als Suffraganbistum gegründet. 
Dass das wenig bedeutende aber zentral gelegene ostböhmische Litomyšl als Bischofssitz gewählt wurde, hing mit den kirchenpolitischen Absichten des Kaisers Karl IV. zusammen, der nach der Inkorporation Schlesiens an die Krone Böhmen beabsichtigte, auch das Bistum Breslau aus der Kirchenprovinz Gnesen zu lösen und es der Prager Kirchenprovinz zuzuordnen. Der Breslauer Bischof Preczlaw von Pogarell, der Karls Pläne unterstützte, wurde deshalb mit organisatorischen und Verwaltungsaufgaben bei der Errichtung des Bistums Litomyšl beauftragt. 
Aus dem Erzbistum Prag wurden dem Bistum Litomyšl vom Prager Erzbischof Ernst von Pardubitz 1349 und 1350 die ostböhmischen Dekanate abgetreten:
- Chrudim mit 42 Pfarreien und drei Filialkirchen
- Hohemauth mit 36 Pfarreien und drei Filialkirchen
- Politschka mit 15 (16) Pfarreien und drei Filialkirchen
- Landskron mit 16 Pfarreien.

Aus dem Bistum Olmütz wurden dem Bistum Litomyšl 30 Pfarreien aus den nordmährischen Dekanaten
- Šumperk und
- Úsov zugewiesen.

Die materielle Grundlage des neu gegründeten Bistums bildeten Besitzungen des seit dem 12. Jahrhundert bestehenden Prämonstratenserstiftes Litomyšl, dessen Kleriker das Domkapitel bildeten und dessen Kirche zur Kathedrale erhoben wurde. Erster Bischof wurde der Abt des Prämonstratenserklosters Klosterbruck bei Znaim, Johann I. Seine Amtszeit war durch die ungeklärten Eigentumsverhältnisse belastet, die sich durch die teilweise Auflösung des Leitomischler Prämonstratenserstifts zugunsten des neu gegründeten Bistums ergaben. Mit Unterstützung Preczlaws von Pogarell, der im Auftrag des Papstes handelte, konnten 1347 die Eigentumsverhältnisse geklärt und festgeschrieben werden. Gleichzeitig bestätigte Kaiser Karl IV. dem Bistum die freie Verfügung über die bischöflichen Besitzungen. Die schwierigen Verhandlungen mit den Bistümern Olmütz und Prag, die Gebiete aus ihrem Territorium an das Bistum Leitomischl abtreten mussten, konnten erst 1350 abgeschlossen werden. 
Obwohl zur Diözese zahlreiche Klöster gehörten, lag sie in einer wirtschaftlich wenig bedeutsamen Region. Zur Stabilisierung ihrer ökonomischen Position gründeten die Bischöfe zahlreiche weitere Klöster, so für die Augustiner-Eremiten in Litomyšl (1356), die Augustiner-Chorherrenstift Landskron (1371) und die Kartäuser, die „Maria Dornbusch“ gewidmete Kartause Tržek (1372). Da die Bischöfe oft bei Hof in Diensten standen, wurde die Verwaltung der Diözese vernachlässigt. Eine gewisse Konsolidierung trat während des Episkopats des Bischofs Albrecht von Sternberg ein. Unter ihm wurden 1376 die Gebeine des hl. Viktorin nach Litomyšl gebracht, welcher zum Patron der Diözese bestimmt wurde. 
Während der langen Amtszeit des Bischofs Johannes IV. von Bucca begann das kirchliche Leben langsam aufzublühen. 1391 ernannte er einen Prediger, der die Volkssprache beherrschte, 1401 hielt er eine Diözesansynode und 1406 eine Pfarrvisitation ab. Auch eine Domschule und eine Bibliothek wurden von ihm gegründet. Er war ein Anhänger des Kaisers Sigismunds von Luxemburg und Gegner der Lehre des Jan Hus und der Hussiten. Am Konzil von Konstanz nahm er als Delegierter teil. 
Im Gegensatz dazu trat Johanns Nachfolger Albrecht von Březí als Beschützer der Hussiten auf. Bei deren Belagerung 1421 unter Jan Žižka ergab sich Litomyšl, das bischöflicher Besitz war, freiwillig, und der Bischof floh aus der Stadt. Als die Taboriten 1425 erneut die Stadt besetzten, flohen auch die Domherren nach Zwittau, das zum Bistum Olmütz gehörte.
Damit endete faktisch die Existenz des Bistums Litomyšl, wenngleich weiterhin Bischöfe bzw. Administratoren ernannt wurden. Mit dem Sieg der Reformation 1554 in Zwittau und dem damit verbundenen Ende des Litomyšler Domkapitels erlosch das Bistum auch rechtlich. Die einzelnen Parochien wurden wiederum den Diözesen Prag und Olmütz zugeschlagen.
Heute ist Litomyšl ein Titularbistum der Römisch-Katholischen Kirche.